# Rindal
 For alternative betydninger, se Rindal (flertydig). (Se også artikler, som begynder med Rindal)
Rindal er en kommune på Nordmøre i Møre og Romsdal fylke i Norge. Den grænser i nord til Hemne og Orkdal, i øst til Meldal, i syd til Rennebu og Oppdal, og i vest til Surnadal.
Rindal ligger ved elven Surna, og er den eneste kommune i Møre og Romsdal som ikke grænser til havet.
Rindal har to idrætsforeninger, IL Rindøl og IK Rindals-Troll. 
Kommunen fejrer i år (2007) 150-jubilæum, efter at kommunen blev delt fra Surnadal i 1857.

## Rindal Bygdemuseum
Rindal Bygdemuseum er valgt til kommunens tusenårssted. Rindal Bygdemuseum blev oprettet i 1950, ligger centralt i Rindal centrum og har nu 14 forskellige bygninger og en stor samling genstander og fotos. 
Museet har en stor en skisamling, og kommunen arbejder på at etablere et skimuseum. Dette sker på baggrund af kommunens stærke skitraditioner, specielt indenfor skiproduktion (Landsem Ski, Troll-ski m.m.). 
Da man valgte Rindal Bygdemuseum som tusenårsted havde det flere årsager: Museet repræsenterer kommunens historie på en god måde, og det vil i fremtiden dokumentere og tage vare på kommunens historiske arv, samtidig som en gammel tanke om at bygge et selvstændigt skimuseum ble sat i værk. Finansieringen af museet ventes at være på plads i løbet af 2007.